# Pecari maximus
Espèce
Pecari maximus, communément appelé Pécari géant, est une possible quatrième espèce de pécaris qui aurait été découverte au Brésil en 2000 par le naturaliste néerlandais Marc van Roosmalen. En 2003, assisté du producteur de documentaire Lothar Frenz, ils auraient filmé un groupe d'animaux regroupés. Bien qu'il ait été récemment reporté, il semblerait que l’animal soit connu par les locaux sous le nom de caitetu munde, ce qui signifie « grand pécari qui vit en couple ». Il a été décrit en 2007, mais les preuves scientifiques de son existence en tant qu'espèce a été remis en question. Ceci fut la raison pour laquelle l'IUCN a maintenu l'espèce dans la catégorie « donnée insuffisante » à partir de 2008.
Finalement, en 2011, l'IUCN a fait du nom Pecari maximus un synonyme de Pecar tajacu, le Pécari à collier.